# Shanglin
Shanglin (chinesisch 上林县, Pinyin Shànglín Xiàn; Zhuang Sanglinz Yen) ist ein Kreis der bezirksfreien Stadt Nanning, der Hauptstadt des Autonomen Gebietes Guangxi der Zhuang-Nationalität im Süden der Volksrepublik China. Er hat eine Fläche von 1.871 km² und zählt 366.000 Einwohner (Stand: Ende 2018).
Die Stätte der Ruinenstadt Zhicheng (Zhicheng chengzhi 智城城址) steht seit 2006 auf der Liste der Denkmäler der Volksrepublik China (6-173).

## Ethnische Gliederung der Bevölkerung (2000)
Beim Zensus im Jahr 2000 hatte Shanglin 379.986 Einwohner.
| Name des Volkes | Einwohner | Anteil  |
| --------------- | --------- | ------- |
| Zhuang          | 297.939   | 78,41 % |
| Han             | 57.054    | 15,01 % |
| Yao             | 24.697    | 6,5 %   |
| Sonstige        | 296       | 0,08 %  |